# Bernie Parrish
Bernard Paul Parrish (Long Beach, Kalifornia, 1936. április 29. – Springfield, Missouri, 2019. október 23.) amerikai amerikaifutball-játékos.

## Pályafutása
A Florida Gators főiskolai csapatában kezdte a játékot. 1959 és 1966 között a Cleveland Browns,  1966-ban a Philadelphia Eagles játékosa volt. 1964-ben NFL-bajnok lett Browns csapatával.

## Sikerei, díjai
- National Football League
  - győztes: 1964
- Pro Bowl: 1× 1960, 1963